# Лудилово (Тверская область)
Лудилово — деревня в Торопецком районе Тверской области в Волокском сельском поселении.
Расположена примерно в 14 километрах к северо-западу от села Волок на реке Кунья возле впадения в неё ручья Устречка.
Население по переписи 2002 года — 11 человек.